# This Is the Life (album Amy Macdonald)
This Is the Life è l'album in studio di debutto della cantautrice scozzese Amy Macdonald, pubblicato il 30 luglio 2007 nel Regno Unito dalla Vertigo Records.
Il primo singolo dell'album è stato Poison Prince, pubblicato solo in edizione limitata. Successivamente, sono stati estratti Mr Rock & Roll, L.A., This Is the Life e Run.
Il disco è stato successivamente distribuito in tutta Europa, Italia compresa, e Stati Uniti, ottenendo un ottimo successo, fino a superare le tre milioni di copie vendute nel mondo.

## Il disco
La lavorazione dell'album è iniziata a partire dall'estate del 2006 presso il London Soho Recordings Studios con la collaborazione del produttore Pete Wilkinson dell'etichetta Melodramatic Records. Il missaggio è stato invece curato per gran parte dal tecnico del suono Bob Clearmountain a Los Angeles. La musica e tutti i testi sono stati scritti da Amy Macdonald, tranne il brano L.A. che è stato composto dalla cantante insieme a Wilkinson. L'album è stato pubblicato dall'etichetta Melodramatic Records insieme alla Vertigo Records.
A parte la voce e la chitarra acustica di Amy Macdonald molti strumenti aggiuntivi, come il basso, il violoncello, la batteria e diversi strumenti a percussione, la chitarra elettrica, il pianoforte, la tastiera, il sassofono, il flicorno, la tromba, la viola e il violino sono stati utilizzati durante le sessioni di registrazione.
Sulla copertina creata dal fotografo londinese Valerie Philips viene rappresentata un'immagine a colori riguardante la testa e le spalle della cantante. Sotto è inciso in a caratteri maiuscoli bianchi il nome dell'artista e più in basso, con caratteri più piccoli, il titolo del progetto. I bordi sono stati elaborati in modo da apparire come se appartenessero ad un album più antico. Infatti, secondo AllMusic esso rimanda agli anni Settanta.

## Tracce
Tutte le canzoni sono scritte da Amy Macdonald eccetto dove annotato.
1. Mr Rock & Roll – 3:35
2. This Is the Life – 3:05
3. Poison Prince – 3:28
4. Youth of Today – 4:00
5. Run – 3:50
6. Let's Start a Band – 4:05
7. Barrowland Ballroom – 3:58
8. L.A. – 4:06 (Amy Macdonald, Pete Wilkinson)
9. A Wish for Something More – 3:46
10. Footballer's Wife – 5:06
11. The Road to Home – 2:20
12. Caledonia – 2:00 (Dougie MacLean)

## Classifiche
L'album ha avuto un ottimo successo a livello europeo, grazie anche al fortunato singolo This Is The Life, che è rimasto per 13 settimane nella classifica del Regno Unito ed ha raggiunto la top ten in molti paesi europei, compresa l'Italia, dove è rimasto in seconda posizione per 3 settimane.
L'album ha raggiunto la prima posizione in Regno Unito, Svizzera, Paesi Bassi e Danimarca ed ha raggiunto la top ten di Francia, Italia, Austria, Belgio, Spagna, Norvegia, Svezia e Germania, ottenendo diversi dischi d'oro e di platino.
| Classifica (2007–09) | Posizione massima |
| -------------------- | ----------------- |
| Austria              | 3                 |
| Belgio (Fiandre)     | 2                 |
| Belgio (Vallonia)    | 5                 |
| Danimarca            | 1                 |
| Francia              | 6                 |
| Germania             | 3                 |
| Irlanda              | 16                |
| Italia               | 6                 |
| Messico              | 1                 |
| Norvegia             | 5                 |
| Paesi Bassi          | 1                 |
| Polonia              | 14                |
| Portogallo           | 19                |
| Regno Unito          | 1                 |
| Spagna               | 2                 |
| Stati Uniti          | 92                |
| Svezia               | 5                 |
| Svizzera             | 1                 |

### Classifiche di fine anno
| Classifica (2008) | Posizione massima |
| ----------------- | ----------------- |
| Germania          | 8                 |